# 오피
오피(이탈리아어: Opi)는 이탈리아 아브루초주 라퀼라도에 있는 코무네이다. 아브루초, 라치오 에 몰리세 국립 공원에 위치해 있다.